# Commission internationale des noms français des oiseaux
Pour les articles homonymes, voir Commission internationale (homonymie).
La Commission internationale des noms français des oiseaux (CINFO) est une commission créée par le Comité ornithologique international en 1990 pour établir la liste des noms des oiseaux en français. Elle a été placée sous la présidence conjointe de Pierre Devillers (de l'Institut royal des sciences naturelles de Belgique) et d'Henri Ouellet (en) (du Musée canadien de la nature).

## Histoire
La Commission a été créée par le Comité ornithologique international en décembre 1990 lors de son 20e congrès à Christchurch en Nouvelle-Zélande.
Normand David avait établi une liste préliminaire dès le congrès précédent, qui s'était tenu à Ottawa au Canada en juin 1986, et les membres de la Commission, réunis du 21 au 26 août 1991 à Bruxelles en Belgique, l'ont révisée et se sont mis d'accord.
La liste a été publiée en 1993 sous le titre Noms français des oiseaux du monde,.
Cette liste n'a jamais été mise à jour, malgré les très nombreuses révisions taxonomiques et adjonctions d'espèces.

## Règles de nomenclature
Cette liste suit de strictes règles de nomenclature : 
- un nom générique (mais pouvant englober plusieurs genres de la taxinomie binomiale),
- un unique adjectif ou complément du nom, caractérisant les différentes espèces.

Elle a généralement essayé de conserver le nom vernaculaire le plus fréquemment utilisé, sauf quand celui-ci ne correspondait pas aux règles.
Par exemple le kakapo, perroquet de Nouvelle-Zélande, a été baptisé « strigops kakapo ». Le nom latin de genre Strigops devenant nom normalisé français. Cette dénomination a été préférée à celle de « perroquet de nuit », car le nom de perroquet a été réservé aux seules espèces des genres Poicephalus, Psittacus et Coracopsis.
Un contre-exemple, l'Élanion blanc (Elanus caeruleus) a été rebaptisé "Élanion blac", sans doute parce que la CINFO n'avait pas connaissance des travaux de normalisation antérieurs, entrepris entre autres par le suisse Paul Géroudet, et que le qualificatif "blac" a l'attrait des mots anciens dont on ignore aujourd'hui le sens, en supposant qu'il en ait eu un par le passé.

## Composition de la commission
La Commission internationale des noms français des oiseaux, placée sous les auspices du Comité ornithologique international, était composée de :
- Pierre Devillers, coprésident, Institut royal des sciences naturelles de Belgique ;
- Henri Ouellet (en), coprésident, Musée canadien de la nature ;
- Édouard Benito-Espinal (1945-)[4], Institut guadeloupéen d’étude et de recherche ornithologique de la Caraïbe ;
- Roseline Beudels, Institut royal des sciences naturelles de Belgique ;
- Roger Cruon (1932-2019)[5], Commission de l’avifaune française ;
- Normand David, Association québécoise des groupes d’ornithologues ;
- Christian Érard (1939-)[6], Muséum national d’histoire naturelle ;
- Michel Gosselin, Musée canadien de la nature ;
- Gilles Seutin, Smithsonian Tropical Research Institute (en).

## Publications
- Noms français des oiseaux du monde, avec les équivalents latins et anglais, Sainte-Foy (Québec), Multimondes (ISBN 2-921146-14-2) et Bayonne (France), Raymond Chabaud  (ISBN 2-87749-035-1) (BNF 37446210), 1993, 452 p. [lire en ligne].